# Zelgno-Bezdół
Zelgno-Bezdół – kolonia wsi Liznowo w Polsce, położona w województwie kujawsko-pomorskim, w powiecie toruńskim, w gminie Chełmża. Wchodzi w skład sołectwa Liznowo.
W latach 1975–1998 kolonia należała administracyjnie do województwa toruńskiego.